# اوفینگ
اوفینگ (به آلمانی: Uffing) یک شهر در آلمان است که در بایرن واقع شده‌است.

## خصوصیات
اوفینگ ۴۳٫۰۰ کیلومترمربع مساحت دارد ۶۵۹ متر بالاتر از سطح دریا واقع شده‌است.